# 方遒
方遒（1974年2月—），男，中华人民共和国外交官，曾任中华人民共和国驻特立尼达和多巴哥共和国特命全权大使，现任中华人民共和国驻希腊共和国特命全权大使。

## 生平
1995年，方遒毕业于安徽大学外语学院英语专业，曾任外交部干部司参赞。2013年，任驻新西兰大使馆政务参赞。2015年，回任外交部干部司政工参赞。2017年，升任干部司副司长。2020年10月，出任中华人民共和国驻特立尼达和多巴哥大使。2024年10月，自驻特立尼达和多巴哥大使离任。11月，出任中华人民共和国驻希腊大使。